# 김선빈 (야구 선수)
김선빈(金善彬, 1989년 12월 18일 ~ )은 KBO 리그 KIA 타이거즈의 내야수이다.

## KIA 타이거즈시절
화순고등학교를 졸업하고 2008년 신인 드래프트에서 2차 6라운드 지명을 받아 입단하였다. 입단 초기에는 주전 2루수였던 김종국의 백업으로 출전하다가 주전 유격수였던 발데스가 퇴출된 후 주전 유격수로 활동했다. 시즌 후 신인왕 투표에서 최형우에 이어 2위(7표)를 차지했다.
2009년에는 이현곤과의 주전 경쟁에서 밀렸고, 한국시리즈에 출전하지 못했지만 2010년 시즌에는 이현곤을 다시 밀어내고 주전 유격수 자리를 되찾았다. 그 해 9월 7일 한화전에서 유원상을 상대로 데뷔 첫 홈런을 기록했다.
2011년에 공격력이 향상돼 기대를 받았으나 7월 5일 넥센전에서 알드리지의 타구에 얼굴 정면을 맞아 코뼈와 잇몸뼈가 골절되는 중상을 입었다. 당시 시즌 아웃이 우려됐지만 8월 16일 롯데 자이언츠전에 출전하며 한 달여 만에 복귀했다. 시즌 후 골든 글러브 시상식에서 유격수 부문 후보에 올랐으나 이대수에게 밀려 수상에 실패했다.
2012년에는 번트와 체력 저하로 3할에 도달하지 못했지만, 30도루를 달성하고 타율을 제외한 타점, 득점, 홈런에서 모두 커리어 하이를 기록했다.
2013년 시즌 초반에는 김주찬에게 밀려 9번 타순으로 밀려났지만 김주찬이 부상으로 전력에서 이탈하며 다시 2번 타순에 복귀했다. 5월 25일 NC 다이노스와의 경기에서 아담을 상대로 인사이드 더 파크 홈런을 기록했으며 이 홈런은 2013년 시즌 그의 유일한 홈런이었다. 8월 28일 LG 트윈스와의 경기에서 홈으로 쇄도하던 중 포수 조윤준과 충돌해 늑골 골절 판정을 받으며 시즌을 마감했다. 3할 타율을 유지하며 시즌을 마쳤지만 팀은 김주찬, 이용규, 최희섭 등 주축 선수의 부상으로 인해 8위로 시즌을 마쳤다.
2014년 초반에 햄스트링 부상으로 강한울에게 주전 자리를 내주고 재활했으나 재활 속도가 더뎌 아시안 게임 후에 복귀했고, 시즌 후 상무 야구단에 입대했다.

## 상무 야구단시절
2014년에 입단하였다. 그가 입대한 후 그의 등번호 3번은 당시 감독이었던 김기태가 임시 결번으로 지정했다.
화순고등학교 시절 청소년 대표에 2년 연속으로 뽑혔지만 단신이라는 핸디캡 때문에 국가대표와는 인연이 없었으나, 2015년 9월에 생애 처음으로 국가대표에 선발돼 2015년 제 27회 [[아시아 야구 선수권 대회]]에 리드오프 타자 겸 주전 유격수로 활약하며 한국이 16년 만에 아시아 정상에 오르는 데 크게 기여했다.

## KIA 타이거즈복귀
제대 후 복귀한 2017년 시즌에 풀 타임 주전 유격수로 활약하며 도루를 제외한 타격 전 부분에서 커리어 하이를 달성했다. 또 두산의 박건우를 제치고 팀 역대 5번째 타격왕에 올랐다. 포스트시즌에서는 팀의 11번째 한국 시리즈 우승 멤버로 활약했다. 2019년 시즌 후 FA 자격을 취득했고, 4년 총액 40억 원에 잔류했다.
2024년 한국시리즈 MVP를 수상했다.

## 별명
- 키가 163cm인 김지찬이 데뷔하기 전까지 그는 키가 165cm였다. KBO 리그 선수 중 최단신 선수였다.[4] 이러한 특징 때문에 아르헨티나의 축구 선수 리오넬 메시의 체구와 비슷하다고 해서 '무등산 메시'라고 불린다.[5]
- 불리한 신체 조건에도 불구하고 야구를 잘해 '작은 거인'이라고 불린다.

## 출신 학교
- 화순초등학교
- 화순중학교
- 화순고등학교

## 통산 기록
| 연도 | 팀명   | 타율  | 경기 | 타수 | 득점 | 안타 | 2루타 | 3루타 | 홈런 | 루타 | 타점 | 도루 | 도실 | 볼넷 | 사구 | 삼진 | 병살 | 실책 |
| ---- | ------ | ----- | ---- | ---- | ---- | ---- | ----- | ----- | ---- | ---- | ---- | ---- | ---- | ---- | ---- | ---- | ---- | ---- |
| 2008 | KIA    | 0.255 | 112  | 278  | 39   | 71   | 2     | 2     | 0    | 77   | 24   | 5    | 9    | 30   | 2    | 40   | 8    | 13   |
| 2009 | KIA    | 0.293 | 72   | 116  | 29   | 34   | 9     | 1     | 0    | 45   | 6    | 8    | 2    | 10   | 1    | 13   | 2    | 11   |
| 2010 | KIA    | 0.293 | 115  | 348  | 40   | 102  | 14    | 2     | 1    | 123  | 28   | 23   | 7    | 34   | 6    | 44   | 5    | 14   |
| 2011 | KIA    | 0.290 | 98   | 335  | 58   | 97   | 12    | 2     | 4    | 125  | 47   | 22   | 9    | 50   | 2    | 42   | 8    | 9    |
| 2012 | KIA    | 0.281 | 126  | 441  | 63   | 124  | 19    | 2     | 5    | 162  | 55   | 30   | 12   | 58   | 2    | 48   | 9    | 13   |
| 2013 | KIA    | 0.300 | 88   | 310  | 51   | 93   | 12    | 0     | 1    | 108  | 29   | 28   | 14   | 39   | 2    | 26   | 10   | 9    |
| 2014 | KIA    | 0.290 | 33   | 93   | 7    | 27   | 4     | 0     | 0    | 31   | 9    | 2    | 0    | 3    | 0    | 10   | 3    | 1    |
| 2016 | KIA    | 0.360 | 6    | 25   | 3    | 9    | 2     | 1     | 0    | 13   | 0    | 1    | 1    | 1    | 0    | 3    | 1    | 1    |
| 2017 | KIA    | 0.370 | 137  | 476  | 84   | 176  | 34    | 1     | 5    | 227  | 64   | 4    | 4    | 39   | 5    | 40   | 10   | 14   |
| 2018 | KIA    | 0.295 | 127  | 424  | 73   | 125  | 17    | 2     | 4    | 158  | 49   | 4    | 1    | 48   | 9    | 42   | 10   | 12   |
| 2019 | KIA    | 0.292 | 121  | 394  | 55   | 115  | 22    | 0     | 3    | 146  | 40   | 5    | 4    | 43   | 1    | 26   | 7    | 10   |
| 2020 | KIA    | 0.330 | 85   | 303  | 42   | 100  | 19    | 0     | 1    | 122  | 37   | 1    | 1    | 40   | 2    | 43   | 12   | 3    |
| 2021 | KIA    | 0.307 | 130  | 501  | 55   | 154  | 32    | 0     | 5    | 201  | 67   | 0    | 0    | 56   | 1    | 39   | 19   | 7    |
| 2022 | KIA    | 0.287 | 140  | 505  | 51   | 145  | 23    | 0     | 3    | 177  | 61   | 13   | 2    | 65   | 6    | 47   | 14   | 10   |
| 2023 | KIA    | 0.321 | 119  | 419  | 41   | 134  | 16    | 0     | 0    | 150  | 48   | 3    | 1    | 38   | 5    | 26   | 10   | 7    |
| 2024 | KIA    | 0.329 | 116  | 423  | 48   | 139  | 23    | 0     | 9    | 189  | 57   | 5    | 1    | 30   | 5    | 39   | 13   | 10   |
| 통산 | 16시즌 | 0.305 | 1625 | 5391 | 739  | 1645 | 260   | 13    | 41   | 2054 | 621  | 154  | 68   | 584  | 49   | 528  | 141  | 144  |

- 빨간 글씨는 한국 프로야구 역사상 최고 기록
- 굵은 글씨는 해당 시즌 최고 기록